# Walentina Gaganowa
Walentina Iwanowna Gaganowa, ros. Валентина Ивановна Гаганова (ur. 3 stycznia 1932 we wsi Cyribuszewo w obwodzie twerskim, zm. 25 października 2010 w Wysznim Wołoczku) – pracownica kombinatu bawełnianego w Wysznim Wołoczoku, radziecka działaczka partyjna, Bohater Pracy Socjalistycznej (1959).

## Życiorys
Po ukończeniu 1946 szkoły kolejowej pracowała w fabryce broni w Kowrowie jako tokarz, a od 1949 w fabryce tkackiej w Wysznim Wołoczku, w której działała również w organizacji komsomolskiej. Od 1957 należała do KPZR. W 1958 została brygadzistką w fabryce przędzalniczej Wyszniewołodzkiego Kombinatu Bawełnianego. W 1967 ukończyła wieczorowe technikum tekstylne, później została zastępcą dyrektora kombinatu bawełnianego, od 1990 na emeryturze. 1962-1966 deputowana do Rady Najwyższej ZSRR 6 kadencji. W latach 1961–1971 członek KC KPZR, od 1960 członek KC Związku Zawodowego Robotników Przemysłu Tekstylnego i Lekkiego. Honorowa obywatelka Wyszniego Wołoczku (1997).

## Odznaczenia
- Medal Sierp i Młot Bohatera Pracy Socjalistycznej (8 lipca 1959)
- Order Lenina (dwukrotnie – 8 lipca 1959 i 1 kwietnia 1970)
- Order „Znak Honoru”
- Order Honoru (7 stycznia 1999)
- Medal „Za pracowniczą dzielność” (1957)

I medale.